# Université polytechnique d'État du sud de la Russie M.I. Platov
L'université polytechnique d'État du sud de la Russie M.I. Platov est une université d'état située à Novotcherkassk, oblast de Rostov, dans le sud de la Russie.

## Historique

### Empire russe

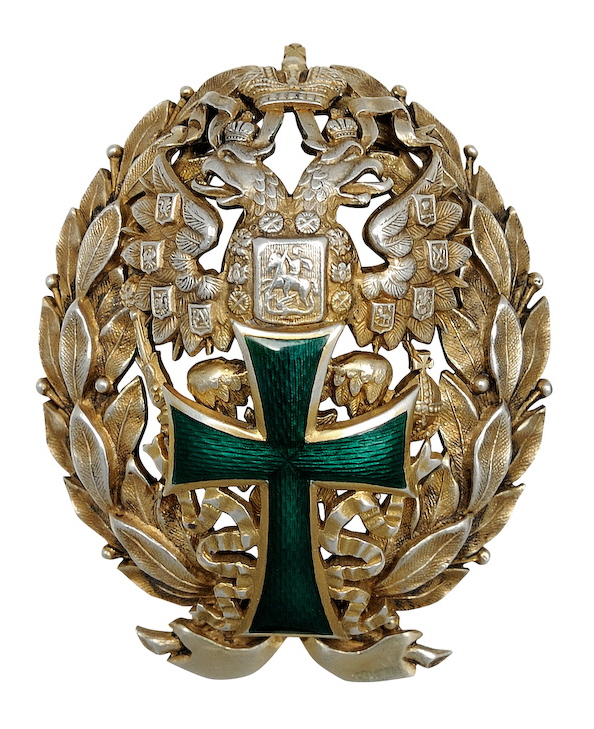
Insigne de l'Institut polytechnique Alekseevski du Don

À ses débuts, l'université est baptisée « établissement d'enseignement supérieur du Don ». Sa création répond aux demandes des autorités locales depuis les années 1870. L'approbation est donnée par le conseil des ministres le 2 mars 1907. Les premiers départements de l'université ouverte le 5 octobre comprenaient les mines, l'ingénierie, l'aménagement du territoire, le génie mécanique et les technologies chimiques
En 1909, l'institut est baptisé du nom du tsarévitch Alexeï et prends le nom d'« Institut polytechnique Alekseïevski du Don ».
Les bâtiments propres à l'institut ont été construits entre 1911 et 1930.

### Après 1917
De 1918 à 1920, l'établissement porte le nom d'Alexeï Kaledine. Il est ensuite rebaptisé institut polytechnique du Don. En avril 1930, il est scindé en plusieurs établissements d'enseignement technique supérieur indépendants :
- Énergie
- Technologie chimique
- Exploration géologique
- Génie civil
- Génie aéronautique
- Métallurgie
- Génie agricole

Le nom de l'établissement a varié au cours du temps :
- 1907 – Institut polytechnique du Don.
- 1909 – Institut polytechnique du Don Alekseïevski, en l'honneur du tsarévitch Alexeï.
- 1918 – Institut polytechnique du Don Ataman A. M. Kaledin, en l'honneur de Alexeï Kaledine.
- 1920 – Institut polytechnique du Don.
- 1930 – Institut industriel du Caucase du Nord, après division en plusieurs établissements d'enseignement technique supérieur indépendants, dont certains ont été réunis en 1933 en un seul institut[4],[5],[6].
- 1934 – Institut industriel de Novotcherkassk Sergo Ordjonikidze du nom de Grigory « Sergo » Ordjonikidze. Pendant un certain temps, l'institut a existé sous le nom d'institut industriel Azov-mer Noire[7].
- 1948 – Institut polytechnique de Novotcherkassk[8].
- 1993 – Université technique d'État de Novotcherkassk[9].
- 1999 – Université technique d'État de Russie du Sud[9].
- 2013 – Université polytechnique d'État de Russie du Sud M.I. Platov nommée d'après Matvei Platov[10].

## Structure actuelle
L'université comporte :
- 10 facultés (dont la faculté d'enseignement à distance) ;
- 6 instituts dont 2 filiales d'autres universités ;
- 39 départements[11] ;
- un centre régional intersectoriel de formation avancée et de reconversion professionnelle ;
- 12 instituts de recherche ;
- 7 entreprises de recherche et de production ;
- une maison d'édition et d'autres départements de soutien.

Il emploie 3 919 personnes dont 2 054 enseignants.
22 000 étudiants sont scolarisés dans ses facultés, dont plus de 15 000 étudiants à temps plein. Plus de 1 000 étudiants suivent une reconversion chaque année.
L'université abrite la plus grande bibliothèque scientifique et technique universitaire du sud de la Russie. Le fonds de la bibliothèque compte plus de 3 millions de documents.
Elle publie :
- « Personnel de l'Industrie », un journal à grand tiragepublié depuis décembre 1929.
- « Actualités des établissements d'enseignement supérieur. Électromécanique », revue scientifique et technique publiée depuis janvier 1958.

## Recherche
L'université est divisée en facultés et instituts de recherche.

### Facultés
- Information et gestion ;
- géologie, génie minier, pétrolier et gazier ;
- mécanique ;
- génie civil ;
- technologie ;
- énergétique ;
- innovation et de génie industriel ;
- formation militaire ;
- enseignement à distance.

### Instituts de recherche
- énergie ;
- approvisionnement en eau et assainissement ;
- électromécanique ;
- systèmes informatiques, d'information et de contrôle ;
- histoire des Cosaques et le développement des régions cosaques ;
- centre de nanotechnologies.

La recherche est fortement dirigée vers les matériaux. 
En 2010, l'université occupait la 459e place (sur 474) dans le classement de l'activité scientifique et de publication des universités russes, établi chaque année par l'école supérieure d'économie.

## Divers évènements dans l'histoire de l'université

Bâtiments universitaires dans les années 1930
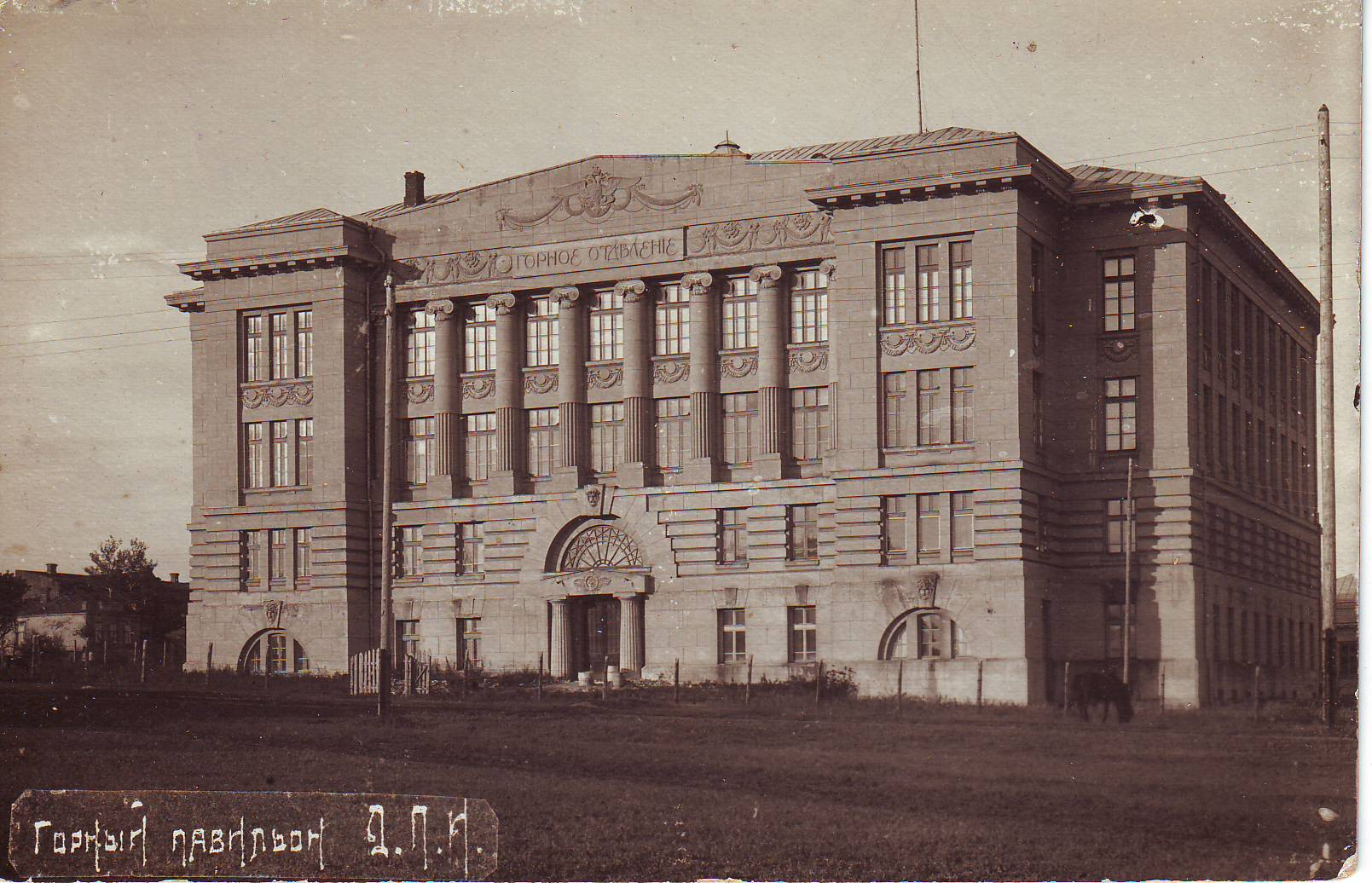
Faculté des mines.
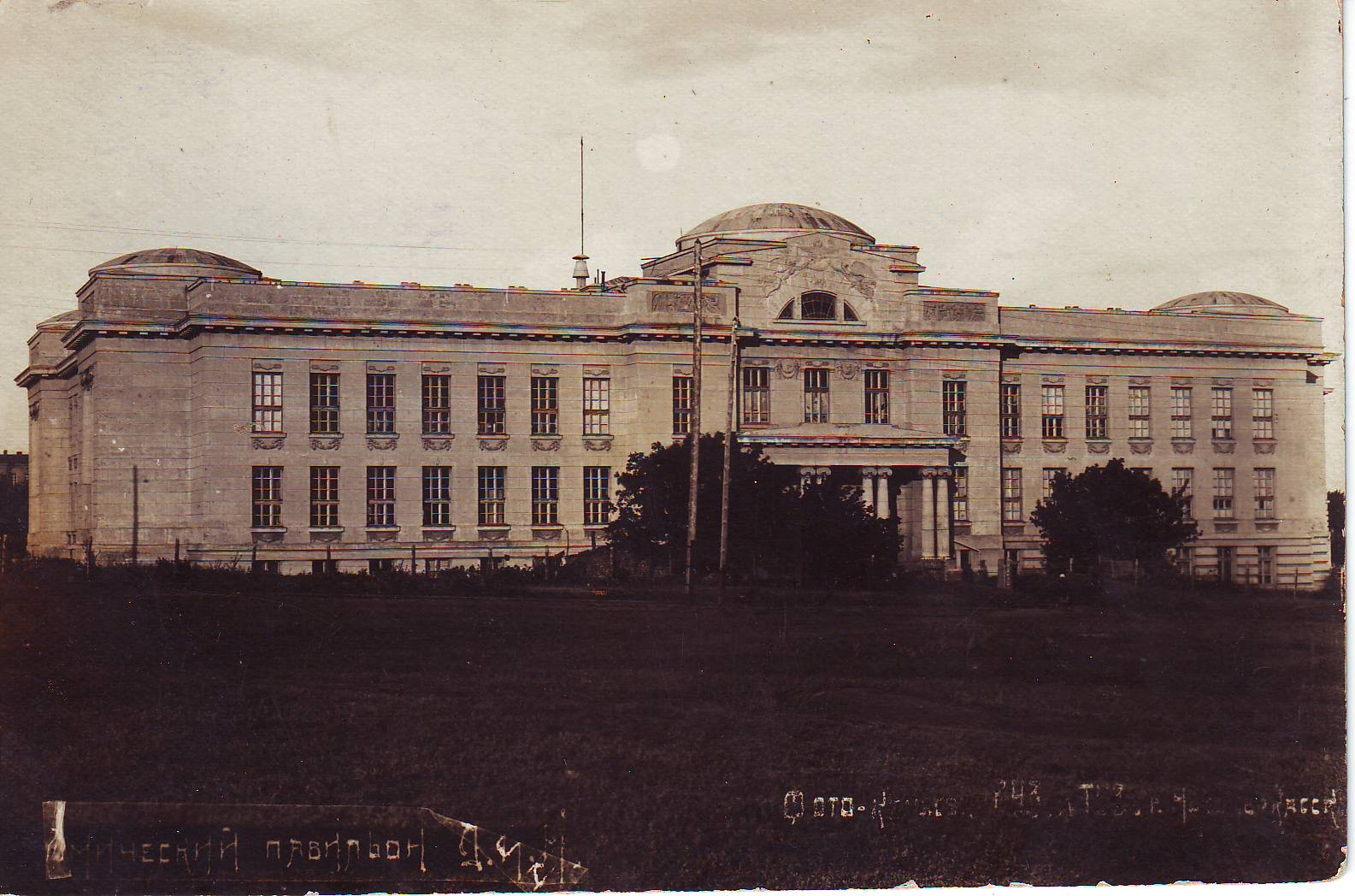
Faculté de chimie.
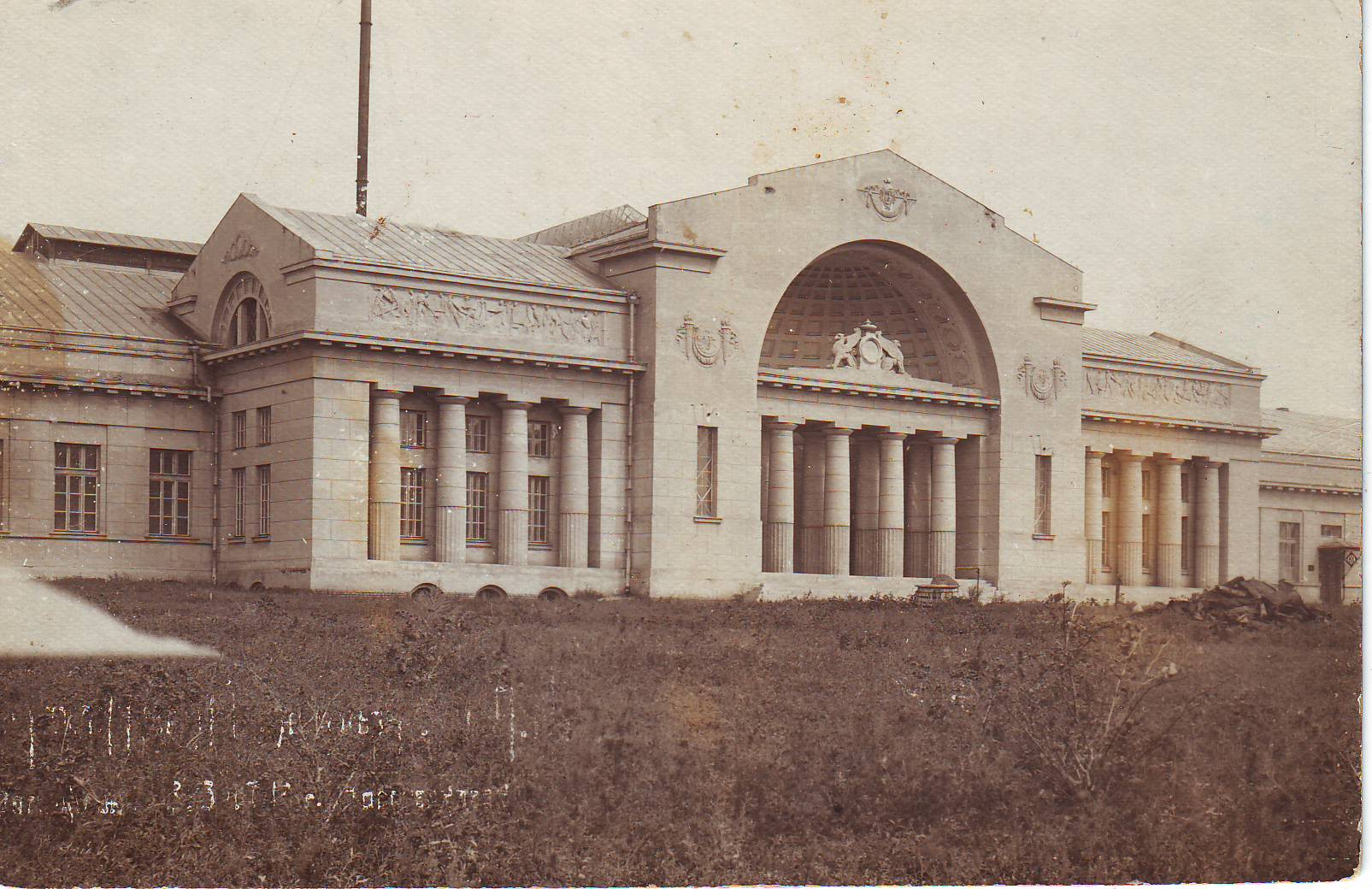
Faculté d'énergie.

- En 1927, Anatoli Dorodnitsyne réussit avec mention les examens d'entrée de l'institut mais est refusé en raison de son origine non prolétarienne.
- En septembre 1930, lors de la scission de l'institut en plusieurs établissements d'enseignement technique supérieur indépendants, l'institut d'aviation de Novotcherkassk est créé à partir de la faculté d'aviation (ouverte en 1919), simultanément avec les instituts d'aviation de Moscou et de Kharkiv. Suite à une décision gouvernementale de 1932, la faculté d'aviation et de construction automobile est transférée à Rybinsk où est fondé l'institut d'aviation de Rybinsk, ultérieurement transféré à Oufa.
- Pendant l'occupation de Novotcherkassk par les troupes allemandes l'enseignement a continué à l'université polytechnique de Tomsk.
- En 1957, l'institut a reçu l'Ordre du Drapeau rouge du Travail[15].
- Hymne : le vers de Vladimir Abramovitch Schwartz, membre du groupe littéraire universitaire et diplômé de l'institut national de l'information (NPI) en 1964 – « Je t'aime, NPI » – est considéré comme l'hymne de l'université[16],[17].